# 北上 (軽巡洋艦)
北上（きたかみ）は、大日本帝国海軍の軽巡洋艦。球磨型の3番艦。艦名は、岩手県・宮城県を流れる北上川より名づけられた。

## 概要
九三式魚雷（いわゆる酸素魚雷）の登場をきっかけに、同型艦の大井と共に日米両海軍の艦隊決戦に備えて一旦重雷装艦に改装されたが、太平洋戦争開戦後は航空主兵の流れから艦隊決戦は起こらなかったため、重雷装の発射管を一部撤去して高速輸送艦へ改装された。改装後は輸送任務に従事した。1945年には特攻兵器・回天の搭載母艦に改装されたものの、出撃することはなかった。

## 艦歴

### 太平洋戦争前
1919年(大正8年)9月1日佐世保海軍工廠で起工、
1920年(大正9年)7月3日午前9時30分進水、
1921年(大正10年)4月15日竣工した。横須賀鎮守府籍。
1921年4月18日、第二艦隊第二水雷戦隊に編入。
1922年12月1日、第二水雷戦隊旗艦となる。1924年12月1日、第二水雷戦隊旗艦を軽巡洋艦「五十鈴」に交代する。同日、予備艦となる。1925年12月1日、第一艦隊第一潜水戦隊に編入。12月1日、予備艦となる。1928年12月10日、馬公要港部に編入。1929年11月30日、予備艦となる。
1930年10月20日、大演習中に軽巡洋艦「阿武隈」と衝突事故を起こす。
1931年12月1日、馬公要港部に編入。1932年12月1日、予備艦となる。
同年12月5日、台湾沖で暴風雨により沈没した駆逐艦「早蕨」乗組員の救助活動を行う。
1934年11月15日、佐世保鎮守府に転籍。同日、佐世保警備戦隊に編入。1936年12月1日、予備艦となる。1937年6月1日、佐世保鎮守府部隊に編入。7月28日、第三艦隊第三水雷戦隊に編入。12月1日、予備艦となる。1940年11月15日、連合艦隊附属第四潜水戦隊に編入。
1941年（昭和16年）1月19日、土佐沖で第三水雷戦隊と演習中の北上は、吹雪型駆逐艦夕霧（第二十駆逐隊）と衝突、2隻とも損傷程度は軽微だった。
3月14日、第二艦隊第五戦隊に編入。
同年、重雷装艦への改装工事を受けた。一部の主砲を降ろし、それまでの53cm魚雷発射管に変えて、61cm魚雷発射管を左右各舷に4連装5基20門、両舷で合計40門搭載した。これは重雷装艦による特別夜戦部隊を作るという海軍の計画によるものであった。改装工事は佐世保工廠で8月24日から開始され、11月15日に入渠。12月10日に出渠し、12月6日に呉へ向かった。呉への航海中に公試が行われたと思われ、12月27日に正式に工事完了となった。
11月20日、「北上」と「大井」で第九戦隊（第一艦隊所属）が編成された。

### 太平洋戦争緒戦
1941年（昭和16年）12月8日の真珠湾攻撃では、広島湾柱島泊地から小笠原諸島まで、連合艦隊の戦艦の護衛を行った。
1942年（昭和17年）1月14日、永野修身軍令部総長は大海指第40号により、連合艦隊および佐世保鎮守府・鎮海警備部司令長官・馬公警備府司令長官に対し、第二師団の門司〜高雄港（台湾）間の直接護衛を指示する。
1月下旬から2月上旬にかけて、第九戦隊（北上、大井）は第二十七駆逐隊（白露、時雨）、第三十二駆逐隊（刈萱、芙蓉、朝顔）と共に、九州から台湾に向かう陸軍輸送船団を護衛した。
4月15日から佐世保で工事が行われ、この際に13ミリ連装機銃2基が装備された。
5月29日以降のミッドウェー作戦における第九戦隊は、第一艦隊（司令長官：高須四郎中将）と共に行動する。無事に横須賀鎮守府に6月17日に帰投した。
7月9日から7月23日まで呉で工事を実施。

### 高速輸送艦として
1942年9月8日、第九戦隊は舞鶴鎮守府第四特別陸戦隊のトラックへの輸送命令を受けた。そのため、「北上」と「大井」は9月10日に横須賀に着き、後部の魚雷発射管4基を陸揚げした。また、「北上」は内火艇1隻も陸揚げした。そして、大発動艇4隻、三連装九六式25mm高角機銃2基、爆雷投下軌条を装備した。
9月12日、舞鶴鎮守府第四特別陸戦隊を収容して横須賀を出撃、17日にカロリン諸島トラック諸島到着（19日揚陸）。10月3日、北上は陸戦隊部隊と千代田基地員を乗艦させトラック泊地を出港し、6日ソロモン諸島ショートランド島着、輸送任務を終えて9日にトラック泊地へ戻った。
11月下旬から12月上旬にかけて第九戦隊（「北上」、「大井」）などは第六十五旅団のマニラからラバウルへの輸送（夏輸送）に従事した。第九戦隊は11月21日にトラックを発して11月26日にマニラに到着。11月27日に「球磨」とともにマニラを出港して12月3日にラバウルに着いた。「北上」は人員430名、物件25トンを運んだ。
その後、年末までに佐世保へ帰投した。この頃、更に四連装魚雷発射管を4基下ろして4基16門とし、大発を増設したとされる。
1943年1月から2月、「北上」は陸軍部隊の輸送（丙一号輸送と丙三号輸送）に参加した。「北上」などの丙一号輸送での任務は第二十師団主力の釜山からウェワクへの輸送、丙三号輸送での任務は第四十一師団主力の青島からウェワクへの輸送であった。丙号輸送部隊指揮官となった第九戦隊司令官の座乗する「大井」は1月4日に佐世保を出発して鎮海へ向かい、同司令官は鎮海警備府で第二十師団司令部などと輸送に関する協定を行った。それから「北上」は集合地の釜山に1月7日に着いた。丙一号輸送では「北上」は「大井」、「相良丸」、「讃岐丸」とともに第一輸送隊として1月9日に釜山を出発し、パラオを経由して1月19日にウェワクに到着した。「北上」の輸送内容は人員309名、物件640梱であった。次の丙三号輸送では「北上」は「大井」、「讃岐丸」、「相良丸」、「護国丸」とともに第一輸送隊として2月4日に青島を出発し、パラオを経由して2月20日にウェワクに到着した。丙三号輸送では途中のパラオでも陸軍部隊を乗せた。「北上」の輸送内容は人員395名、物件611梱であった。
3月15日、第九戦隊は解隊。4月から5月にかけて、スラバヤからニューギニア島カイマナへの輸送船3隻の護衛を行った。
6月23日、軽巡洋艦4隻（「北上」と「大井」、「鬼怒」、「球磨」）が入港していたマカッサルがダーウィンより発進したアメリカ陸軍航空隊第5空軍第90爆撃団第319爆撃隊の17機のB-24による攻撃を受け、「鬼怒」や「球磨」に被害が生じた。
7月1日をもって球磨型2隻（北上、大井）は南西方面艦隊麾下の第十六戦隊に編入される。その後、スラバヤを拠点として警備を行った。
8月にシンガポールのセレター海軍基地で補修を受けた。9月始めにシンガポールからニコバル諸島への輸送艦1隻の護衛を行った。10月終わりにはアンダマン諸島ポートブレアへの輸送艦2隻の護衛を行った。
1944年（昭和19年）1月、「北上」と「鬼怒」はポートブレアへの陸兵輸送を行った。2隻は1月23日にシンガポールを出港し、1月25日にポートブレアに到着。陸兵を降ろし、同日シンガポールへの帰途についたが、27日1時25分にマラッカ海峡の入り口（北緯4度54分、東経98度28分）でイギリス潜水艦「テンプラー」から発射された魚雷が2本「北上」に命中した。魚雷は前部と後部に命中し「北上」は航行不能となった。戦死者は12名、負傷者は4名であった。「北上」は「鬼怒」に曳航されて2月1日にシンガポールに到着し、6月までシンガポールで修理が行われた。本格的修理のため「北上」は7月2日に給油艦「旭東丸」を護衛して日本本土へ向け出発。途中で浸水が発生したためマニラで修理を行い、その後はヒ70船団（タンカー8隻、護衛は空母「神鷹」など）に合流して北上し、8月14日に佐世保に到着した。

### 回天搭載母艦として

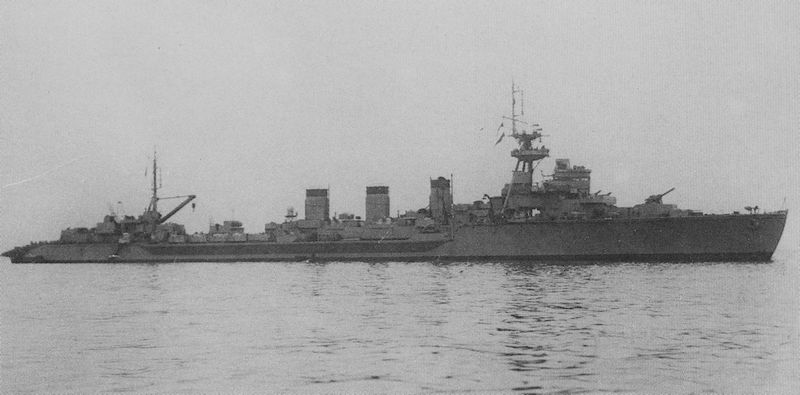
1945年1月20日に撮られた北上。（佐世保海軍工廠にて）

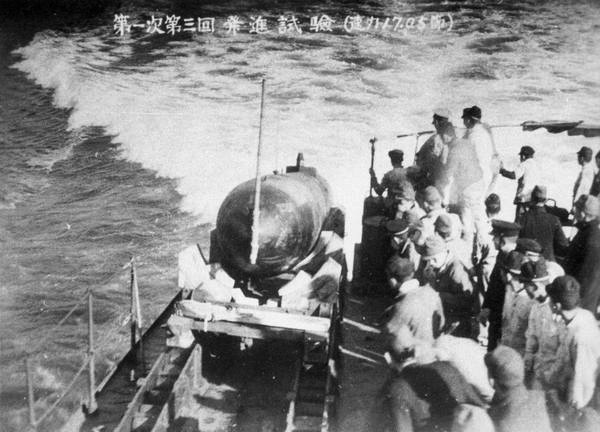
回天一型の第1回試験発射

1944年（昭和19年）8月14日から北上は佐世保にて回天搭載母艦への改装を受けた。後部にスロープを設置し、中央部上甲板上からスロープ部分まで回天の搭載・移動のための軌条を片舷1条ずつ設け、回天8基を搭載できるようにした。搭載された回天は軌条により順次後部へ移動し、スロープから海中に発進することが可能である。後甲板には回天を揚収するための20tクレーン（空母千歳から移設）が設置された。これらの搭載のために、後部のタービンは取り外され、そのため最大速は36ノットから23ノットに低下した。兵装は全て取り替えられ、12.7cm連装高角砲2基、25mm3連装機銃12基、25mm単装機銃31挺が装備された。また、22号水上電探が設置された。艦尾の回天搭載軌条の間には爆雷投下軌条が2条設置された。
改修は1945年（昭和20年）1月20日に完了した。主任務は回天の輸送と襲撃訓練支援（目標艦を務める）であったが、本土決戦時には実際に攻撃を行うことも想定され、襲撃任務を目的とした水上艦部隊である海上挺進部隊に編入された。北上は同戦隊を含め、回天を搭載した艦艇の中では排水量・搭載数共に最大の艦であった。
1945年（昭和20年）3月19日、アメリカ海軍の第58任務部隊の空母7隻が呉港を攻撃した（第1回呉軍港空襲）。240機以上の艦載機が停泊中の日本の艦船を空襲したが、北上は損傷を受けなかった。7月、25mm単装機銃27挺が追加装備された。
7月24日、第38任務部隊の空母6隻・艦載機200機が呉港を空襲した（第2回呉軍港空襲）。これにより北上は大破、航行不能となり32人の乗組員が戦没した。

### 戦後
戦後、北上は主機械が損壊したままで航行不能状態であったものの、主缶と補機類（発電機その他）の一部は使用可能であった。このため、北上は復員輸送支援の定係工作艦として使用されることとなり、1945年末に鹿児島へ曳航され、約半年間従事した。北上は同年11月30日に除籍された。
1946年（昭和21年）2月10日、北上は佐世保地方復員局所管の特別輸送艦に指定された。4月21日、高松宮宣仁親王（昭和天皇弟宮）が工作艦として使用中の北上を視察している。
同年9月21日、特別輸送艦の指定を解かれた。
同年7月に長崎へ回航され、同年10月より三菱重工業長崎造船所で解体された。北上の艦体のうち、二重底の一部がポンツーンとして流用されたという。

## 歴代艦長
※脚注なき限り『艦長たちの軍艦史』138-141頁、『日本海軍史』第9巻・第10巻の「将官履歴」及び『官報』に基づく。階級は就任時のもの。

### 艤装員長
1. 坂元貞二 大佐：1920年6月11日 - 1920年11月15日[47]
2. （兼）坂元貞二 大佐：1920年11月15日[47] - （本職：北上艦長）

### 艦長
1. 坂元貞二 大佐：1920年11月15日[47] - 1922年3月15日
2. 山崎正策 大佐：1922年3月15日 - 1922年12月1日
3. 高橋律人 大佐：1922年12月1日 - 1923年12月1日
4. 河野董吾 大佐：1923年12月1日 - 1924年11月1日
5. 吉川真清 中佐：1924年11月1日[48] - 1925年4月15日
6. 松井利三郎 大佐：1925年4月15日 - 1925年6月15日[49]
7. 平山栄 大佐：1925年6月15日[49] - 1925年11月20日[50]
8. 古川良一 大佐：1925年11月20日 - 1926年12月1日
9. 清宮善高 大佐：1926年12月1日[51] - 1927年12月1日[52]
10. 小檜山真二 大佐：1927年12月1日 - 1928年12月4日
11. 下村正助 大佐：1928年12月4日 - 1929年10月5日
12. 斎藤直彦 大佐：1929年10月5日 - 1929年12月5日
13. 園田実 大佐：1929年12月5日 - 1930年12月1日
14. 堀江六郎 大佐：1930年12月1日 - 1931年11月14日
15. 草鹿任一 大佐：1931年11月14日 - 1932年12月1日
16. 鮫島具重 大佐：1932年12月1日 - 1934年3月14日
17. 武田盛治 大佐：1934年3月14日 - 1934年11月15日
18. 井上保雄 大佐：1934年11月15日 - 1935年10月10日
19. 松山光治 大佐：1935年10月10日 - 1937年12月1日
20. 堀内馨 大佐：1937年12月1日 - 1938年12月15日[53]
21. 上野正雄 大佐：1938年12月15日 - 1940年10月19日[54]
22. 西岡茂泰 大佐：1940年10月19日 - 1940年11月1日[55]
23. 鍋島俊策 大佐：1940年11月1日 - 1941年3月15日[56]
24. 浦孝一 大佐：1941年3月15日 - 1941年9月1日[57]
25. 荒木傳 大佐：1941年9月1日 - 1941年11月28日[58]
26. 則満宰次 大佐：1941年11月28日 -
27. 鶴岡信道 大佐：1942年9月5日 -
28. 野村留吉 大佐：1943年5月17日 -
29. 田中穣 大佐：1943年11月21日 -
30. 加瀬三郎 大佐：1944年6月10日 - 1944年8月29日[59]
31. （兼）清水正心 大佐：1944年8月29日[59] - 1944年12月1日[60] （本職：佐世保海軍港務部長）
32. 金岡國三 大佐：1944年12月1日[60] - 1945年8月15日[61]、以後1946年1月17日まで艦長を置かず。
33. 作間英邇 第二復員官：1946年1月17日[62] - 1946年2月1日[63]
34. （兼）鬼塚武二 第二復員官/第二復員事務官/復員事務官：1946年2月1日[63] - 1946年8月22日[64] （本職：佐世保地方復員局出仕→鹿児島運航部長）
35. 稲田進 復員事務官：1946年8月22日[64] -

## 同型艦
- 球磨 - 多摩 - 北上 - 大井（北上と同様重雷装艦となる。） - 木曾